# Aldo Angoula
Aldo Angoula est un footballeur français, né le 4 mai 1981 au Havre qui évoluait au poste de défenseur central. Il est actuellement le directeur sportif de La Berrichonne de Châteauroux.

## Biographie
Aldo Angoula n'a fréquenté aucun centre de formation. Il s'aguerrit dans des clubs amateurs, l'US Fécamp en CFA2, le GCO Bihorel en DH, puis le FUSC Bois-Guillaume en CFA avant d'être repéré par l'US Boulogne CO en 2007. Promu en Ligue 2, il y signe son premier contrat professionnel à l'âge de 26 ans. 
Auteur d'une première saison acceptable pour un remplaçant, et après avoir vu son contrat prolongé, il ne rentre pas dans les plans de l'entraîneur Philippe Montanier pour la saison 2008-2009. En janvier 2009, il décide d'être prêté à l'Évian Thonon Gaillard FC en National. Auteur de 7 matchs de bonne facture, le club savoyard décide de le conserver à la fin de son prêt. Il y signe un contrat de deux ans en juillet 2009.
Lors de la saison 2009-2010, il emmène au titre de champion de National l'Évian TG, inscrivant notamment le but de la montée. Il obtient également la récompense de meilleur joueur du National.
Pour la saison 2010-2011 en Ligue 2, il débute avec le brassard de capitaine. L'ETG monte en Ligue 1 à l'issue de la saison 2010-2011. Angoula y disputera quatre saisons avant que le club ne soit relégué au terme de l'exercice 2015-2016.
Le 5 juillet 2016, il signe à La Berrichonne de Châteauroux en National. Châteauroux remporte le championnat 2016-2017 et monte en Ligue 2.
Lors de la saison 2018-2019, il est avec Yannick M'Boné l'un des deux délégués syndicaux de l'UNFP au sein de la Berrichonne de Châteauroux.
Il est nommé directeur sportif de La Berrichonne le 11 mai 2020 après avoir été l'adjoint de Nicolas Usaï durant la saison 2019-2020. Il prend la succession de Jérôme Leroy.

## Statistiques
| Saison                | Club                       | Championnat           | Championnat | Championnat | Coupe nationale | Coupe nationale | Coupe de la Ligue | Coupe de la Ligue | Total | Total |
| Saison                | Club                       | Division              | M.          | B.          | M.              | B.              | M.                | B.                | M.    | B.    |
| 2005-2006             | FUSC Bois-Guillaume        | CFA                   | 33          | 3           | 3               | 1               | -                 | -                 | 36    | 4     |
| 2006-2007             | FUSC Bois-Guillaume        | CFA                   | 33          | 4           | 3               | 0               | -                 | -                 | 36    | 4     |
| Sous-total            | Sous-total                 | Sous-total            | 66          | 7           | 6               | 1               | -                 | -                 | 72    | 8     |
| 2007-2008             | US Boulogne                | Ligue 2               | 13          | 0           | 4               | 0               | -                 | -                 | 17    | 0     |
| 2008                  | US Boulogne                | Ligue 2               | -           | -           | -               | -               | -                 | -                 | 0     | 0     |
| Sous-total            | Sous-total                 | Sous-total            | 13          | 0           | 4               | 0               | -                 | -                 | 17    | 0     |
| 2008-2009             | Croix-de-Savoie 74         | National              | 7           | 0           | -               | -               | -                 | -                 | 7     | 0     |
| 2009-2010             | Évian Thonon Gaillard      | National              | 33          | 4           | 5               | 1               | -                 | -                 | 38    | 5     |
| 2010-2011             | Évian Thonon Gaillard      | Ligue 2               | 29          | 6           | 2               | 0               | 2                 | 0                 | 33    | 6     |
| 2011-2012             | Évian Thonon Gaillard      | Ligue 1               | 30          | 2           | 2               | 0               | 1                 | 0                 | 33    | 2     |
| 2012-2013             | Évian Thonon Gaillard      | Ligue 1               | 22          | 1           | 4               | 0               | -                 | -                 | 26    | 1     |
| 2013-2014             | Évian Thonon Gaillard      | Ligue 1               | 20          | 1           | 1               | 0               | -                 | -                 | 21    | 1     |
| 2014-2015             | Évian Thonon Gaillard      | Ligue 1               | 8           | 0           | 1               | 0               | -                 | -                 | 9     | 0     |
| 2015-2016             | Évian Thonon Gaillard      | Ligue 2               | 15          | 1           | 3               | 0               | 1                 | 0                 | 19    | 1     |
| Sous-total            | Sous-total                 | Sous-total            | 164         | 15          | 18              | 1               | 4                 | 0                 | 186   | 16    |
| 2016-2017             | Berrichonne de Châteauroux | National              | 22          | 3           | 2               | 0               | -                 | -                 | 24    | 3     |
| 2017-2018             | Berrichonne de Châteauroux | Ligue 2               | 14          | 0           | 1               | 0               | 1                 | 0                 | 16    | 0     |
| 2018-2019             | Berrichonne de Châteauroux | Ligue 2               | 4           | 1           | 1               | 0               | 1                 | 0                 | 6     | 1     |
| Sous-total            | Sous-total                 | Sous-total            | 40          | 4           | 4               | 0               | 2                 | 0                 | 46    | 4     |
| Total sur la carrière | Total sur la carrière      | Total sur la carrière | 283         | 26          | 32              | 2               | 6                 | 0                 | 321   | 28    |

## Palmarès

### En club
- Évian Thonon Gaillard
  - Champion de National en 2010.
  - Champion de Ligue 2 en 2011.
  - Finaliste de la Coupe de France en 2013.
- LB Châteauroux
  - Champion de National en 2017.

### Distinctions personnelles
- Équipe type des 10 ans du Football Croix-de-Savoie 74 élue par les lecteurs du Dauphiné libéré en 2013[5].

Meilleur joueur de national saison 2009/2010

## Vie privée
La famille d'Aldo Angoula est camerounaise et réside au Cameroun.
Il a un frère, Gaël, lui aussi footballeur professionnel, reconverti arbitre fédéral français de football.